# Luis Zárate
Luis Zárate (* 25. November 1940 in Morelia; † 7. September 2020 in Zacapu, Michoacán) war ein mexikanischer Radrennfahrer.

## Sportliche Laufbahn
Zárate war im Straßenradsport aktiv und Teilnehmer der Olympischen Sommerspiele 1960 in Rom. Im Mannschaftszeitfahren belegte Mexiko mit Armando Martínez, Filiberto Mercado und Luis Zárate den 24. Platz. Im olympischen Straßenrennen kam er auf den 61. Rang.